# Lachowa
Lachowa (też Lachawa) (ukr.: Ляхава, w latach 1977–1981 Miodowa) – wyludniona wieś w Polsce, w województwie podkarpackim, w powiecie sanockim, na terenie gminy Tyrawa Wołoska.
Wieś wchodzi w skład sołectwa Rozpucie.

## Wyznania
We wsi nie było cerkwi; ludność ukraińska należała do parafii greckokatolickiej w Krecowie.

## Demografia
- W 1785 wsi mieszkało 90 grekokatolików i 15 rzymskich katolików,
- w 1840 – 183 grekokatolików,
- w 1859 – 325 (wraz z Wolą Krecowską),
- w 1899 – 515 (wraz z Wolą Krecowską),
- w 1926 – 635 (wraz z Wolą Krecowską),
- w 1938 – 345 grekokatolików.
  - (brak danych po pozostałych mieszkańcach)

## Historia
Od 1340 do 1772 ziemia sanocka, od 1434 województwo ruskie. Do 1914 pow. sanocki, pow. podatkowy Bircza, austriacka Prowincja Galicja. Pierwsze wzmianki o Lachawie pochodzą z 1462 kiedy stanowiła własność Piotra z Siemuszowej. W odróżnieniu od innych wsi z tego okresu miała nietypowe położenie. Została założona nie w dolinie rzeki, lecz na szczycie wzniesienia zwanego Gródek (ukr.: Horodok), co może sugerować, że w tym miejscu znajdował się wcześniej średniowieczny gród, jednak dotychczas nie przeprowadzono badań archeologicznych mogących potwierdzić tę hipotezę.
W połowie XIX wieku właścicielką posiadłości tabularnej w Lachowej była Barbara Wisłocka. W 1891 roku majątek ziemski w Lachowie będący własnością obywatela pruskiego Adolfa de Beillena nabył Władysław Nowacki z Krecowa. Około 1905-1908 roku Stanisław Ossoliński z Olszyc zakupił dobra ziemskie w Lachowej i Krecowie za pośrednictwem ks. Leona Połoszynowicza, któremu w 1910 roku zarzucono oszustwo i majątek został zajęty przez sąd na poczet roszczeń wierzycieli.
W 1921 wieś składała się z 21 domostw i liczyła 301 mieszkańców – 262 grekokatolików, 22 rzymskich katolików i 17 żydów.
W trakcie II wojny światowej Żydzi zostali wywiezieni, a wieś została zajęta przez sotnie UPA, które miały tu swoje kwatery. W 1945 w miejscowej szkole znajdowała się szkoła podoficerska, działająca przy sotni Grzegorza Jankowskiego „Łastiwki”. 1 stycznia 1946 stacjonująca we wsi sotnia „Jara” została okrążona i zaatakowana przez 300-osobowy oddział Ludowego Wojska Polskiego, jednak wyrwała się z okrążenia tracąc 7 żołnierzy. Pod zarzutem pomocy banderowcom rozstrzelano 9 mieszkańców i spalono wieś.
Na mocy polsko-ukraińskiego porozumienia o wymianie ludności ukraińskich mieszkańców wsi przesiedlono na Ukrainę. Obecnie w miejscu wsi znajduje się las i zdziczały sad, a na pobliskiej górze Horb znajduje się cmentarz.